# 真夏のFantasy
「真夏のFantasy」は、日本の女性アイドルグループ・さんみゅ〜の楽曲。11枚目のシングルとして2018年8月8日にsunmyu works.から発売された。

## 楽曲
2017年よりライブで披露してきた王道のサマーソングを表題曲としてリリース。本作はプライベートレーベル「sunmyu works.」からのリリースとなる。

## パフォーマンス、プロモーション
2017年8月4日、TOKYO IDOL FESTIVAL 2017 HEAT GARAGE (Zepp DiverCity Tokyo)にて「真夏のFantasy」初披露。
2018年2月25日、渋谷WWWで開催された5周年記念ワンマンライブにて、カップリング曲となる「ガーリーテイスト」を初披露。。
5月29日、AKIBAカルチャーズ劇場で開催された定期公演にて、「真夏のFantasy」のリリースを発表。
7月18日、カップリング曲のタイトル「追い風に吹かれて」を発表。
7月28日、渋谷WWWで開催された東名阪ツアーファイナルにて「追い風に吹かれて」を初披露。
8月7日、リリース記念イベントをポニーキャニオン本社イベントスペースにて開催。。

## シングル収録内容
| #  | タイトル             | 作詞     | 作曲       | 編曲                |
| -- | -------------------- | -------- | ---------- | ------------------- |
| 1. | 「真夏のFantasy」    | 美音子   | T.Nishiumi | T.Nishiumi          |
| 2. | 「ガーリーテイスト」 | moto     | moto       | 久次米真吾.浜崎州平 |
| 3. | 「追い風に吹かれて」 | 草野将史 | 草野将史   | 草野将史            |

| #  | タイトル             | 作詞   | 作曲       | 編曲                |
| -- | -------------------- | ------ | ---------- | ------------------- |
| 1. | 「真夏のFantasy」    | 美音子 | T.Nishiumi | T.Nishiumi          |
| 2. | 「ガーリーテイスト」 | moto   | moto       | 久次米真吾.浜崎州平 |

| #  | タイトル             | 作詞     | 作曲       | 編曲       |
| -- | -------------------- | -------- | ---------- | ---------- |
| 1. | 「真夏のFantasy」    | 美音子   | T.Nishiumi | T.Nishiumi |
| 2. | 「追い風に吹かれて」 | 草野将史 | 草野将史   | 草野将史   |

## リリース日一覧
| 地域 | リリース日   | レーベル      | 規格                   | カタログ番号             |
| ---- | ------------ | ------------- | ---------------------- | ------------------------ |
| 日本 | 2018年8月8日 | sunmyu works. | デジタル・ダウンロード |                          |
| 日本 | 2018年8月8日 | sunmyu works. | CD+DVD                 | SUNWKS-001（初回限定盤） |
| 日本 | 2018年8月8日 | sunmyu works. | CDシングル             | SUNWKS-002（通常盤A）    |
| 日本 | 2018年8月8日 | sunmyu works. | CDシングル             | SUNWKS-003（通常盤B）    |